# Sergey Kornilayev
Sergueï Grigorïevitch Kornilaïev (russe : Сергей Григорьевич Корнилаев), né le 20 février 1955 à Chuvash-Kubovo (RSFS de Russie), est un lutteur libre soviétique.

## Palmarès
Concourant dans la catégorie des moins de 48 kg, Sergey Kornilayev remporte la médaille de bronze aux Jeux olympiques d'été de 1980 à Moscou.